# Lavandeira
Lavandeira là một đô thị thuộc bang Tocantins, Brasil. Đô thị này có diện tích 519,569 km², dân số năm 2007 là 1590 người, mật độ 3,06 người/km².